# Rübenschwein
Rübenschwein ist ein altes niederdeutsches Schimpfwort. Es ist in überlieferter Lyrik verbürgt (De Groffschmitt). Die Verbreitung erstreckt sich bis in den westfälischen Sprachraum.
Heute ist es nur noch selten in der norddeutschen Alltagssprache zu hören.
Die ursprüngliche Bedeutung des Begriffs ist nicht eindeutig zu klären; während der Duden für die Herkunft auf die Soldatensprache verweist (= Frontsoldat, der in einem Rübenacker in Deckung liegt) und somit eine Nähe zur Soldatensprache des 20. Jahrhunderts herstellt, deutet z. B. die Verwendung im alten niederdeutsch/westfälischen Volkslied De Groffschmitt auf einen früheren Ursprung des Wortes sowie auf einen Bezug zur Agrarwelt hin:
Von dienen Wessel hol dat Muul

du Aas, du Beest, du Röbenschwien …
Damit ist ein grobschlächtiger Mensch gemeint.
Zulässig sind unterschiedliche Schreibweisen entsprechend der regionalen Verwendung (Röbensvin, röbenschwien, rööbensvien).
In der Sprache des Nationalsozialismus figurierte Alfred Hugenberg als „das alte Rübenschwein“.